# Авъл Лициний Нерва Силиан
Авъл Лициний Нерва Силиан (на латински: Aulus Licinius Nerva Silianus) е политик и сенатор на ранната Римска империя.

## Биография
Произлиза от фамилията Силии, чийто клон Нерва (Silii Nervae) e приет по време на Август в патрициианското съсловие. Той е син на Копония и Публий Силий Нерва (консул 20 пр.н.е.), който се хранел често с Август и играел с него на зарове. Вероятно е внук на Публий Силий, управител на Витиния и Понт през 51 пр.н.е.
Силиан е вероятно брат на Публий Силий (суфектконсул през 3 г.) и на Гай Силий Авъл Цецина Ларг (консул 13 г.) от втория брак на баща му с Цециния, който е добър приятел с Германик и баща на Гай Силий, който се жени за Валерия Месалина.
През 7 г. Силиан е консул заедно с Квинт Цецилий Метел Критски Силан. Мандатът му завършва на 30 юни и на неговото място идва Луцилий Лонг като суфектконсул.